# Instituto Roberto Simonsen
Instituto Roberto Simonsen (IRS) é uma associação civil sem fins econômicos, de natureza cultural, com personalidade jurídica de direito privado com objetivo de promover estudos avançados voltado para a análise dos grandes temas nacionais. É mantido pela indústria em São Paulo faz parte do Sistema Confederação Nacional da Indústria - CNI.

## História
Em 1948, foi criado por políticos e industriais, o Fórum Roberto Simonsen para poder pensar melhor como seria o desenvolvimento do Brasil. Em 1965 o Fórum foi transformado no Instituto Roberto Simonsen. Atualmente o IRS conta com 2 funcionários trabalhando na sede da Fiesp/Ciesp.

## Objetivo
Sua função é semelhante ao Instituto Euvaldo Lodi. O único estado a não ter a presença do Instituto Euvaldo Lodi é São Paulo sendo substituido estas funções pelo Instituto Roberto Simonsen.
O instituto coordena os Conselhos Superiores Temáticos da FIESP, que são órgãos técnicos estratégicos com a função de promover o debate e análise de questões relevantes para a indústria.
Os conselhos tematicos são colegiados, que se reúnem uma vez por mês para desenvolver estudos em nível de Brasil sendo formados por Empresários, Economistas, Acadêmicos, Políticos, Juízes, Desembargadores, Ambientalistas e Técnicos.

## Páginas externas
- Página principal
- Estatuto